# День сім'ї (Україна)
День сім'ї́ — свято України, що відзначається щорічно 15 травня в день з Міжнародним днем сім'ї. З 2011 по 2023 року в Україні відзначали День роди́ни  8 липня разом з російським святом Дня сім'ї, любові і вірності. В українському суспільстві були різні погляди щодо доцільності його святкування.

## Історія
20 вересня 1993 року Генеральна Асамблея ООН впровадила Міжнародний день сім'ї, який відзначається щороку 15 травня.

### День родини
Святкування цього дня мало щорічний характер і встановлено державним зрадником Віктором Януковичем на противагу міжнародній спільноті на 8 липня, копіюючи російський день родини. Відповідний Указ Президента України № 1209/2011 «Про відзначення в Україні деяких пам'ятних дат і професійних свят» був підписаний 30 грудня 2011 року Віктором Януковичем [Архівовано 3 липня 2017 у Wayback Machine.].
8 липня День сім'ї, любові і вірності святкують в Російській Федерації. Його започаткували у 2008 році депутати Держдуми Російської Федерації і приурочили до православного дня пам'яті святих князя Петра і його дружини Февронії за юліанським календарем, однак затвердив Путін лише у 2022 році. Свято почалось з міста Муром у Владимирській області Російської Федерації. Місцеві захотіли вшанувати православних святих Петра і Февронії, які померли 25 червня. Спершу дату зробили днем міста Муром, а згодом почали популяризували як альтернативу дня святого Валентина.

### День сім'ї
28 липня 2023 Указом Президента України Володимира Зеленського було встановлено День сім'ї 15 травня замість Дня родини.